# Ukraïnka
Ukraïnka (in ucraino Українка?) è una città ucraina (16 081 abitanti) nel distretto di Obuchiv, nell'oblast' di Kiev. Ospita l'amministrazione della comunità territoriale di Ukraïnka, una delle comunità territoriali dell'Ucraina.
Fondata nel 1967, in seguito all'insediamento dei lavoratori impegnati nella costruzione di una importante centrale termoelettrica nel vicino villaggio di Tripillja, la città venne ufficialmente riconosciuta il 19 novembre 1979.
Ukraïnka sorge sulla riva del fiume Dnepr e dista 38 km a sudest di Kiev.